# Roar (banda)
Roar é uma banda americana de indie pop composta pelo músico Owen Richards Evans, do Arizona. O projeto começou em 2010, lançando o EP I Can't Handle Change. Desde então, Evans lançou mais dois EPs e quatro álbuns de estúdio.

## Trajetória
Evans foi anteriormente membro da banda Asleep in the Sea ao lado de Tom Filardo e Eli Kuner. A banda estreou em 2004 e abriu para a The Spinto Band em 2005, mas se separou três anos depois, em 2007. Evans voltou à cena musical em 2010, criando Roar e lançando o EP de estreia do projeto, I Can't Handle Change. O EP foi uma resposta à dissolução do Asleep in the Sea. O segundo extended play de Roar, Daytrotter Session, foi lançado em 26 de fevereiro de 2011.
O terceiro extended play de Roar, I'm Not Here to Make Friends, foi lançado em 28 de fevereiro de 2012 e foi o único lançamento do projeto pela Really Records.
O primeiro álbum de estúdio do Roar, Impossible Animals, foi lançado de forma independente em 27 de março de 2016. Durante 2016, Evans se juntou à banda Andrew Jackson Jihad, que mais tarde foi renomeada para AJJ, como seu baterista. O segundo álbum de estúdio de Roar, Pathétique Aesthétique, foi lançado em 5 de julho de 2018.
Em 2019 e 2024, a música-título de I Can't Handle Change ganhou popularidade na internet, especialmente no TikTok. Em 30 de março de 2021, o terceiro álbum de estúdio do Roar, Diamond Destroyer of Death, foi lançado. Evans deixou AJJ em 2021.
Em 2023, "Christmas Kids", do álbum I Can't Handle Change, se tornou viral no TikTok. A popularidade da música levou-a a figurar no Irish Singles Chart e no UK Singles Chart em 45 e 58, respectivamente; as entradas marcaram a primeira aparição de Roar em qualquer parada musical internacional.

## Discografia
Álbuns de estúdio
| Título                     | Detalhes                         |
| -------------------------- | -------------------------------- |
| Impossible Animals         | - Lançado em 27 de março de 2016 |
| Pathétique Aesthétique     | - Lançado em 5 de julho de 2018  |
| Diamond Destroyer of Death | - Lançado em 30 de março de 2021 |
| Knives For Aries           | - Lançado em 10 de maio de 2024  |

Extended plays
| Título                       | Detalhes                             |
| ---------------------------- | ------------------------------------ |
| I Can't Handle Change        | - Lançado em 14 de março de 2010     |
| Daytrotter Session           | - Lançado em 26 de fevereiro de 2011 |
| I'm Not Here to Make Friends | - Lançado em 28 de fevereiro de 2012 |
| Recorded at a Record Store 2 | - Lançado em 15 de abril de 2015     |